# 类人猿和寿司大师
《类人猿和寿司大师：一个灵长动物学家的文化反思》（英語：The Ape and the Sushi Master: Cultural Reflections by a Primatologist）是荷兰灵长类学家弗兰斯·德瓦尔创作的一本科普图书，主要介绍几个灵长类物种的动物行为学和心理学。